# فيسنتي غارسيا بيرنال
فيسنتي غارسيا بيرنال (بالإسبانية: Vicente García Bernal)‏ هو كاهن كاثوليكي مكسيكي، ولد في 5 أبريل 1929 في فريسنيلو ‏ في المكسيك، وتوفي في 26 نوفمبر 2017 في سيوداد أوبريجون في المكسيك بسبب مرض.